# Łański Piec
Łański Piec ist ein kleiner Ort in der polnischen Woiwodschaft Ermland-Masuren. Er gehört zur Gmina Stawiguda (Landgemeinde Stabigotten) im Powiat Olsztyński (Kreis Allenstein).
Łański Piec liegt am südlichen Ostufer des Großen Plautziger Sees (polnisch Jezioro Pluszne Wielkie) im Südwesten der Woiwodschaft Ermland-Masuren, 21 Kilometer südlich der Kreisstadt Olsztyn (deutsch Allenstein).
|  |

Die kleine Waldsiedlung gehört zum Gebiet der Landgemeinde Stawiguda (Stabigotten), von 1975 bis 1998 der Woiwodschaft Olsztyn, seither der Woiwodschaft Ermland-Masuren zugehörig. Über die Geschichte des Ortes gibt es keine Unterlagen, auch nicht in der Beantwortung der Frage, ob er bis 1945 eine deutsche Namensform trug. Es steht zu vermuten, dass der Ort mit seinem andernorts „ausgeliehenen“ Namen erst nach 1945 gegründet wurde. Hier lebende Einwohner werden zum Schulzenamt (polnisch Sołectwo) Pluski (Plautzig) zugeordnet sein.
Katholischerseits gehört Łański Piec zur Kirche Pluski (Plautzig), einer Filialkirche der Pfarrei Orzechowo (Nußtal) im Erzbistum Ermland. Evangelischerseits ist der Ort der Kirchengemeinde Olsztynek (Hohenstein i. Ostpr.) der Pfarrei Olsztyn (Allenstein) in der Diözese Masuren der Evangelisch-Augsburgischen Kirche in Polen zugeordnet.
Łański Piec ist von Pluski aus über eine Nebenstraße zu erreichen. Eine Bahnanbindung besteht nicht.